# Notocampsis umuaramae
Notocampsis umuaramae är en stekelart som beskrevs av Alfred Byrd Graf 1993. Notocampsis umuaramae ingår i släktet Notocampsis och familjen brokparasitsteklar. Inga underarter finns listade i Catalogue of Life.